# Montoulieu (Hérault)
Montoulieu (okzitanisch Montoliu) ist eine französische Gemeinde mit 183 Einwohnern (Stand: 1. Januar 2022) im Département Hérault in der Region Okzitanien. Sie gehört zum Arrondissement Lodève und zum Kanton Lodève. Die Einwohner werden Montoulibans genannt.

## Lage
Die Gemeinde Montoulieu liegt an der Grenze zum Département Gard, etwa 39 Kilometer nordnordwestlich von Montpellier in den südlichen Ausläufern der Cevennen. Umgeben wird Montoulieu von den Nachbargemeinden La Cadière-et-Cambo im Norden, Saint-Hippolyte-du-Fort im Nordosten, Pompignan im Osten und Südosten, Ferrières-les-Verreries im Süden, Saint-Bauzille-de-Putois im Südwesten und Westen sowie Moulès-et-Baucels im Westen und Nordwesten.

## Bevölkerungsentwicklung
| Jahr                       | 1962 | 1968 | 1975 | 1982 | 1990 | 1999 | 2006 | 2012 | 2020 |
| Einwohner                  | 94   | 70   | 39   | 61   | 87   | 115  | 145  | 161  | 173  |
| Quellen: Cassini und INSEE |      |      |      |      |      |      |      |      |      |

## Sehenswürdigkeiten

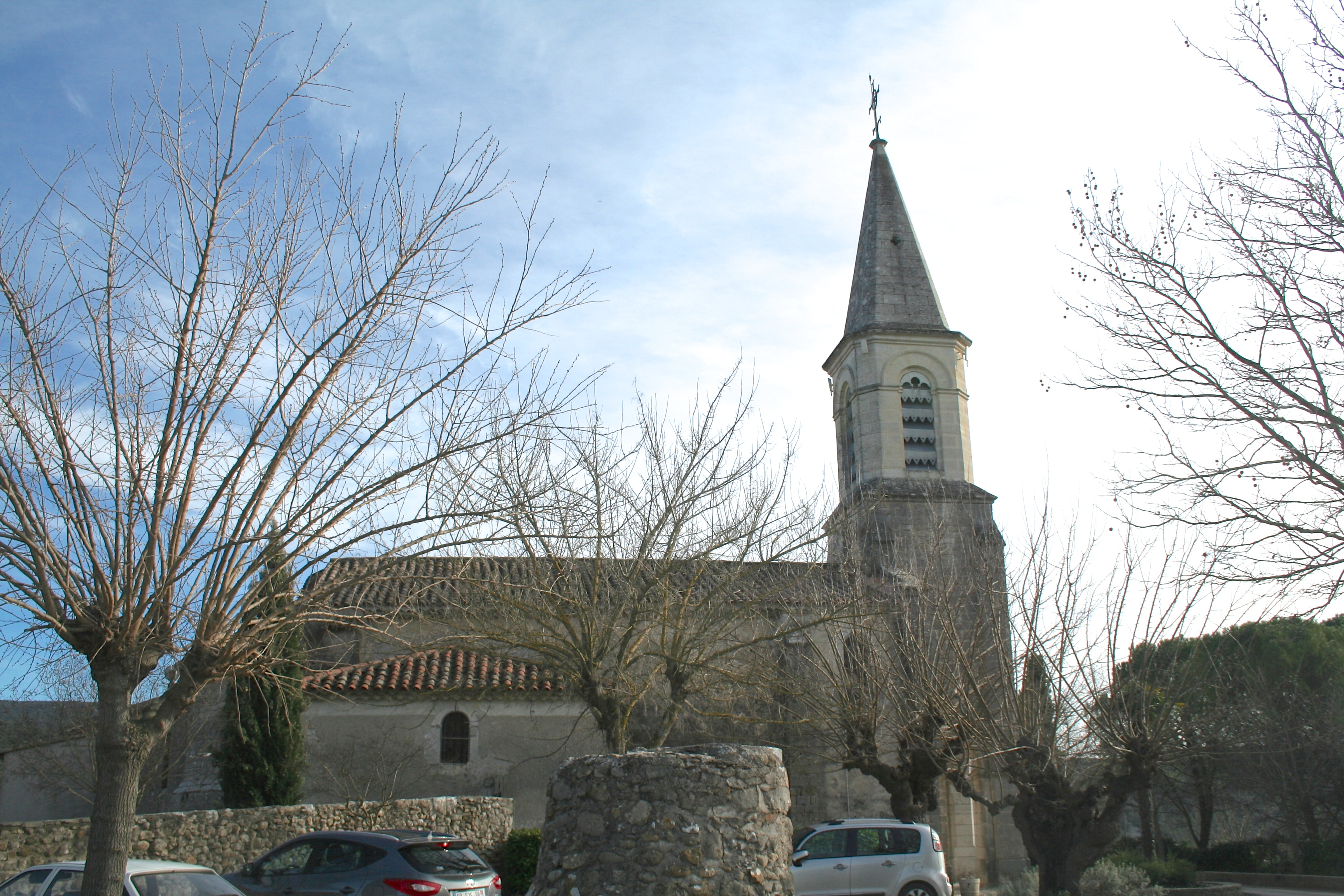
Kirche Saint-Étienne
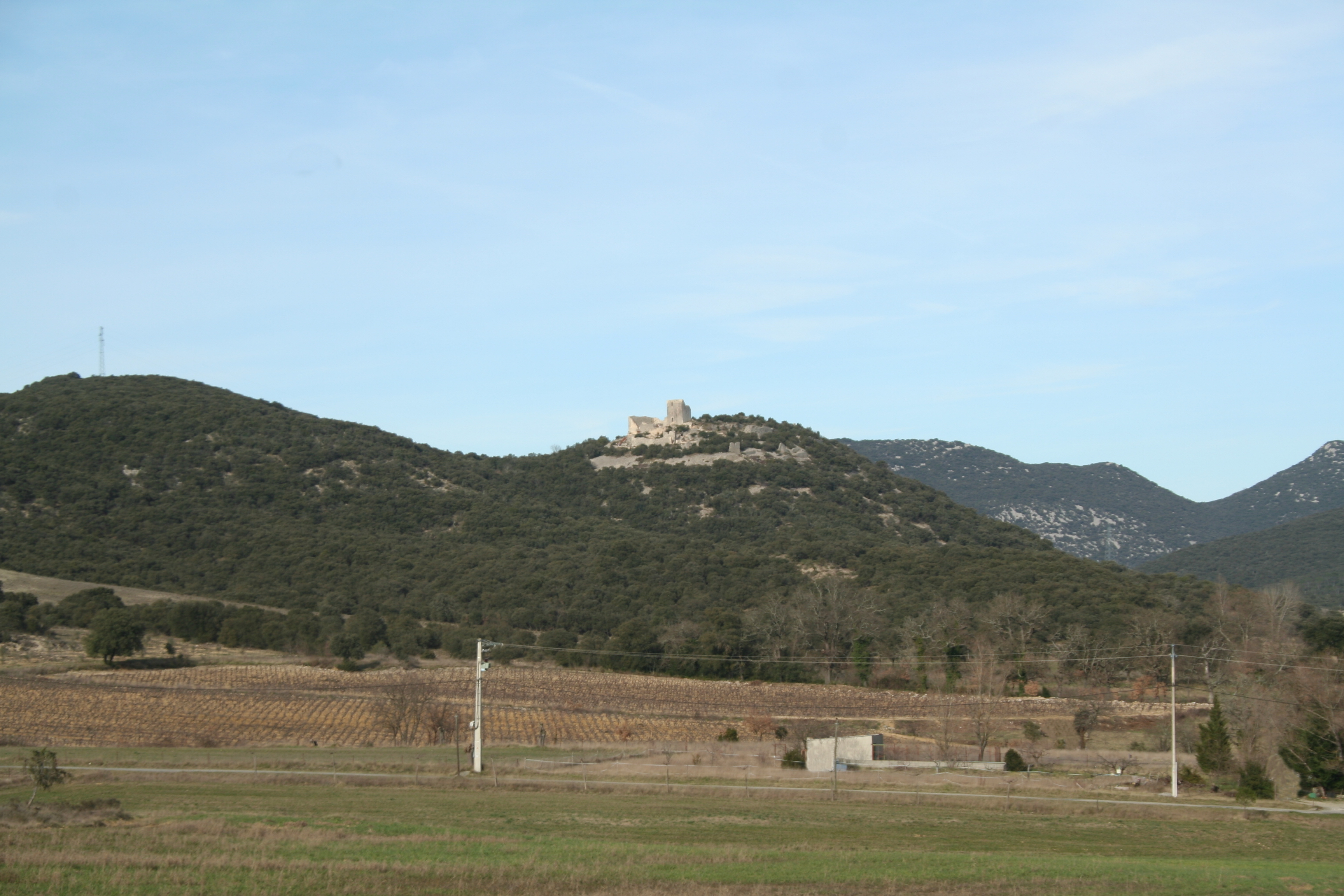
Burg

- Kirche Saint-Étienne
- Burg